# Cyrtosperma

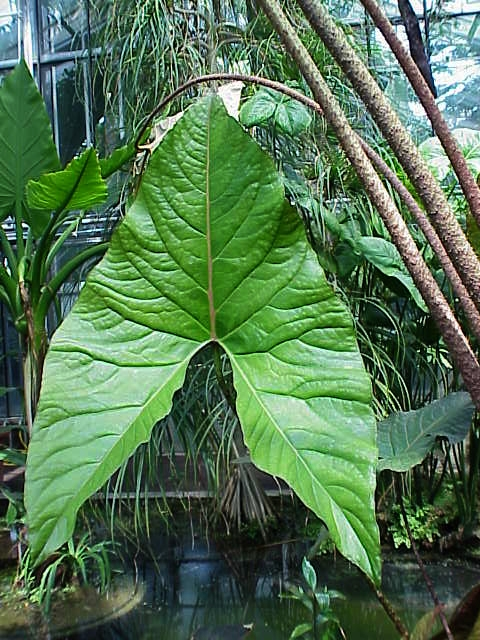
Folhagem de Cyrtosperma johnstonii.

Cyrtosperma é um género de plantas com flor pertencente à família Araceae com distribuição natural no Sueste Asiático e na Polinésia. O género inclui a espécie Cyrtosperma merkusii, conhecida por pulaka, uma das mais importantes culturas alimentares da Oceânia.

## Taxonomia
O género Cyrtosperma sofreu consideráveis modificações taxonómicas ao longo da década de 1980, das quais resultou uma profunda alteração da sua circunscrição taxonómica, com a maioria das espécies a serem segregadas para outros géneros. Em consequência dessas alterações, o género é presentemente considerado nativo apenas do Sueste Asiático e de algumas ilhas do Pacífico, enquanto anteriormente o género era considerado como presente numa vasta região que se estendia pela Ásia, África e América do Sul. Na presente circunscrição, as espécies africanas e sul-americanas foram removidas para géneros separados.
Cyrtosperma tem agora o seu centro de diversidade na Nova Guiné. Nesta configuração, o género Cyrtosperma destaca-se por ser o único género da família Araceae que se conhece ter-se originado a leste da linha de Wallace.
Na sua presente circunscrição taxonómica o género Cyrtosperma agrupa as seguintes espécies:
1. Cyrtosperma beccarianum A.Hay - Nova Guiné
2. Cyrtosperma bougainvillense A.Hay - ilhas Salomão
3. Cyrtosperma brassii A.Hay - Luisíadas
4. Cyrtosperma carrii A.Hay - Papua Nova Guiné
5. Cyrtosperma cuspidispathum Alderw. - Nova Guiné
6. Cyrtosperma giganteum Engl. - Nova Guiné
7. Cyrtosperma gressittiorum A.Hay - ilhas Luisíadas
8. Cyrtosperma hambalii A.Dearden & A.Hay - Nova Guiné ocidental
9. Cyrtosperma johnstonii (N.E.Br.) N.E.Br. - ilhas Salomão
10. Cyrtosperma kokodense A.Hay - Papua Nova Guiné
11. Cyrtosperma macrotum Becc. ex Engl. - Nova Guiné
12. Cyrtosperma merkusii (Hassk.) Schott - Nova Guiné, ilhas Salomão, Bornéu, Java, Samatra, Filipinas, Fiji, Samoa, Kiribati, ilhas Santa Cruz, ilhas Cook, ilhas Marquesas, ilhas Carolinas, ilhas Marianas; naturalizada em várias outras ilhas da região tropical do Pacífico.

## Galeria

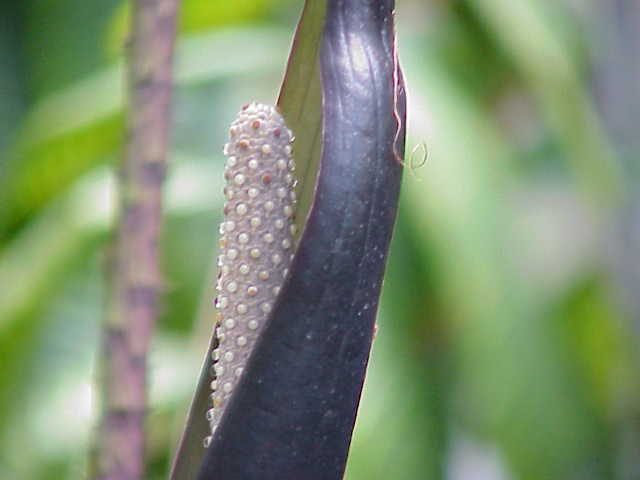
Cyrtosperma johnstonii
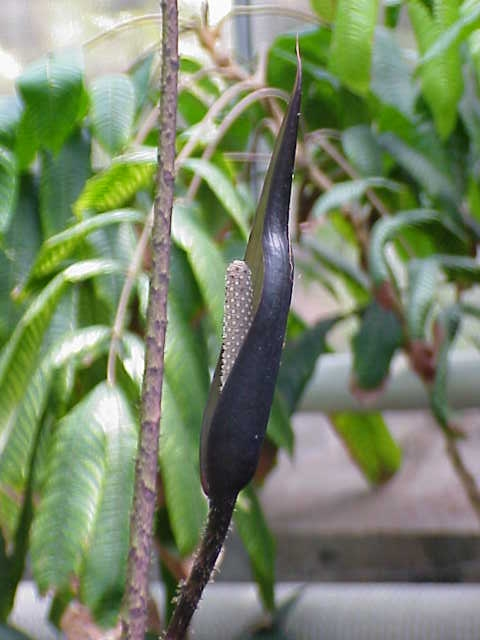
Cyrtosperma johnstonii
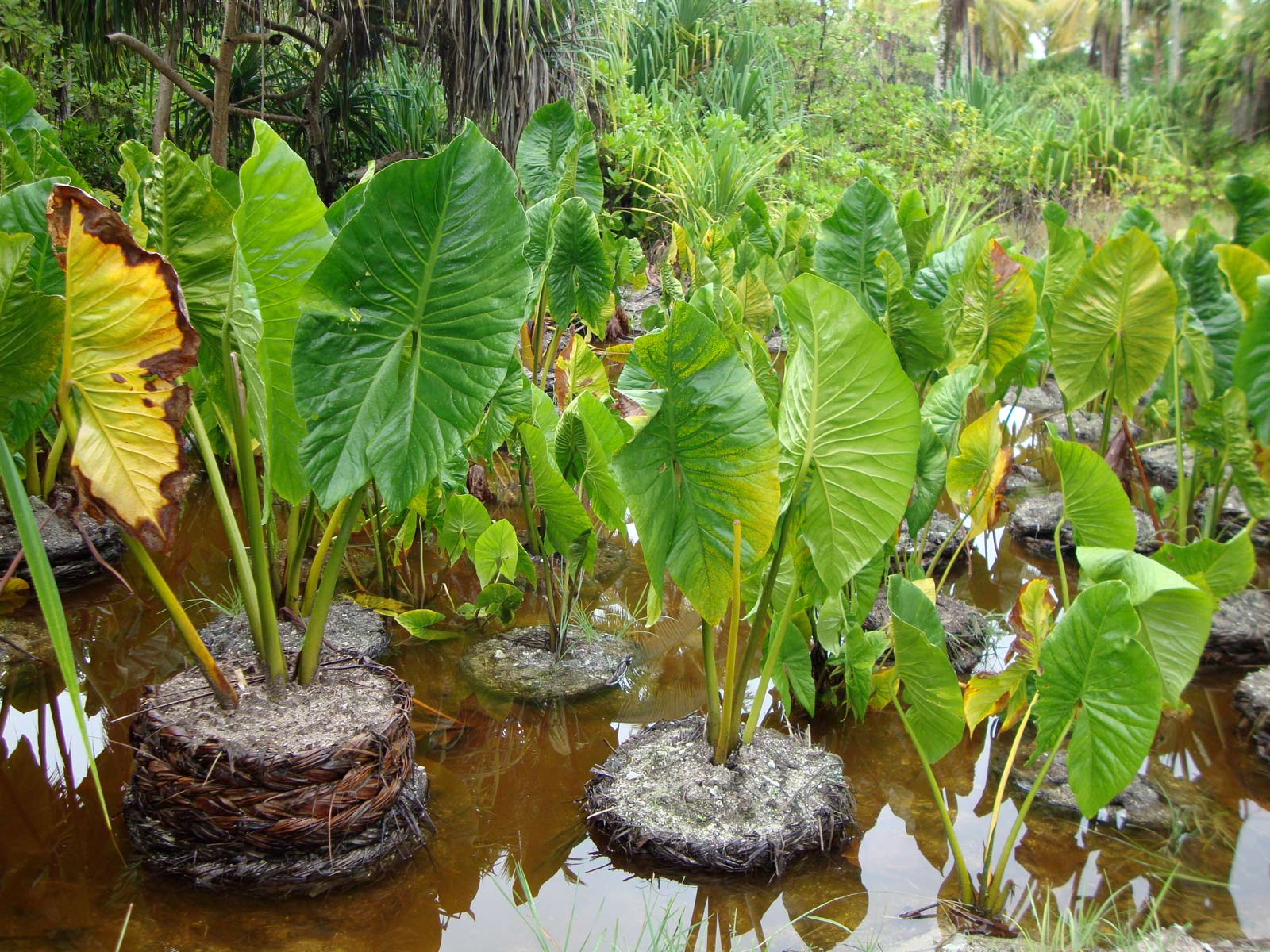
Cyrtosperma merkusii
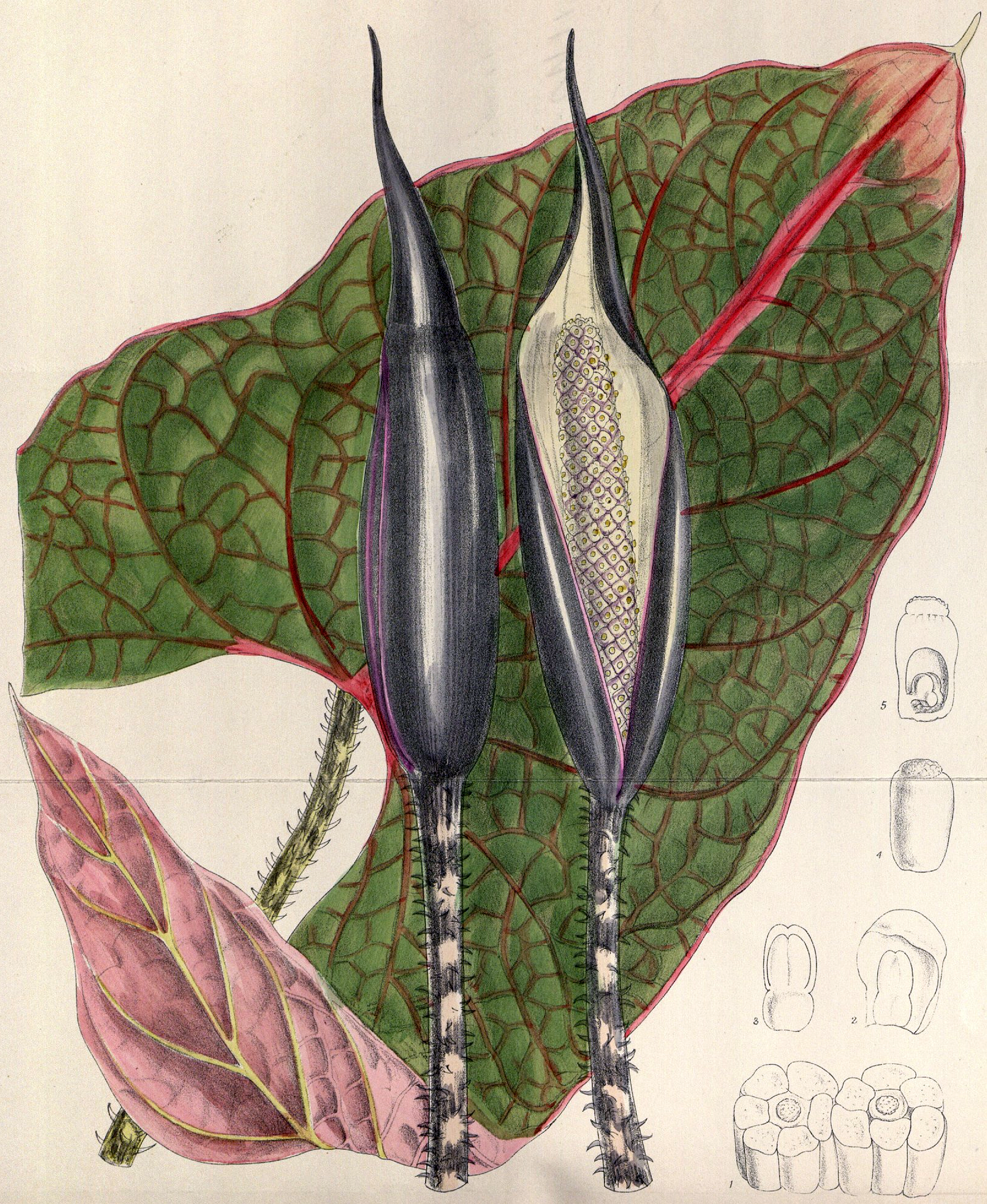
Cyrtosperma johnstonii